# Talles Magno
Talles Magno Bacelar Martins (Rio de Janeiro, 26 juni 2002 ) – alias Talles Magno – is een Braziliaans voetballer die doorgaans als aanvaller speelt. Hij stroomde in 2019 door vanuit de jeugd van Vasco da Gama.

## Carrière
Talles Magno stroomde door vanuit de jeugd van Vasco da Gama. Hij debuteerde op 2 juni 2019 in het eerste elftal. Coach Vanderlei Luxemburgo liet hem die dag in de 58e minuut invallen voor Tiago Reis in een met 1–0 verloren wedstrijd in de Série A uit bij Botafogo. Na nog twee invalbeurten begon hij op 5 augustus 2018 voor het eerst in de basis, thuis tegen CSA (0–0). Talles Magno maakte op 25 augustus 2019 het voor het eerst in zijn profcarrière een doelpunt. Hij zette Vasco da Gama toen op 1–0 in een met 2–0 gewonnen competitiewedstrijd thuis tegen Sao Paulo.

## Clubstatistieken
| Seizoen     | Club          | Competitie  | Competitie | Competitie | Competitie | Beker | Beker | Beker | Internationaal | Internationaal | Internationaal | Totaal | Totaal | Totaal |
| Seizoen     | Club          | Competitie  | Wed.       | Dlp.       | Ass.       | Wed.  | Dlp.  | Ass.  | Wed.           | Dlp.           | Ass.           | Wed.   | Dlp.   | Ass.   |
| ----------- | ------------- | ----------- | ---------- | ---------- | ---------- | ----- | ----- | ----- | -------------- | -------------- | -------------- | ------ | ------ | ------ |
| 2019        | Vasco da Gama | Série A     | 15         | 2          | 0          | 0     | 0     | 0     | —              | —              | —              | 15     | 2      | 0      |
| 2020        | Vasco da Gama | Série A     | 40         | 3          | 1          | 4     | 0     | 2     | 5              | 0              | 1              | 49     | 3      | 4      |
| 2021        | Vasco da Gama | Série A     | 3          | 0          | 0          | 1     | 0     | 0     |                |                |                | 4      | 0      | 0      |
| Club Totaal | Club Totaal   | Club Totaal | 58         | 5          | 1          | 5     | 0     | 2     | 5              | 0              | 1              | 68     | 5      | 4      |
| 2021        | New York City | MLS         | 18         | 3          | 0          | 0     | 0     | 0     | 0              | 0              | 0              | 18     | 3      | 0      |
| 2022        | New York City | MLS         | 35         | 8          | 8          | 3     | 0     | 0     | 7              | 3              | 0              | 45     | 11     | 8      |
| 2023        | New York City | MLS         | 30         | 4          | 2          | 1     | 0     | 0     | 3              | 0              | 1              | 34     | 4      | 3      |
| 2024        | New York City | MLS         | 3          | 1          | 0          | 0     | 0     | 0     | 1              | 0              | 0              | 4      | 1      | 0      |
| Club Totaal | Club Totaal   | Club Totaal | 86         | 16         | 10         | 4     | 0     | 0     | 11             | 3              | 1              | 101    | 19     | 11     |
| 2024        | → Corinthians | Série A     | 14         | 2          | 1          | 2     | 0     | 1     | 3              | 1              | 1              | 19     | 3      | 3      |
| 2025        | → Corinthians | Série A     | 7          | 4          | 0          | 0     | 0     | 0     | 0              | 0              | 0              | 7      | 4      | 0      |
| Club Totaal | Club Totaal   | Club Totaal | 21         | 6          | 1          | 2     | 0     | 1     | 3              | 1              | 1              | 26     | 7      | 3      |
| Totaal      | Totaal        | Totaal      | 165        | 27         | 12         | 11    | 0     | 3     | 19             | 4              | 3              | 195    | 31     | 18     |

Bijgewerkt t/m 27 februari 2020

## Interlandcarrière
Talles Magno won met Brazilië –17 het WK –17 van 2019. Hij maakte tijdens dit toernooi twee doelpunten in vier wedstrijden. Hij miste de kwart- en halve finale en de eindstrijd vanwege een hamstringblessure.

## Erelijst
| Wereldkampioen –17 | 1x | 2019 |